# 上り屋敷
上り屋敷（あがりやしき）は、東京都豊島区西池袋二丁目から三丁目の、主に西武池袋線沿いの地域一帯を指す地名。あくまで通称であり、正式な住所として使用されてはいない。

## 概要

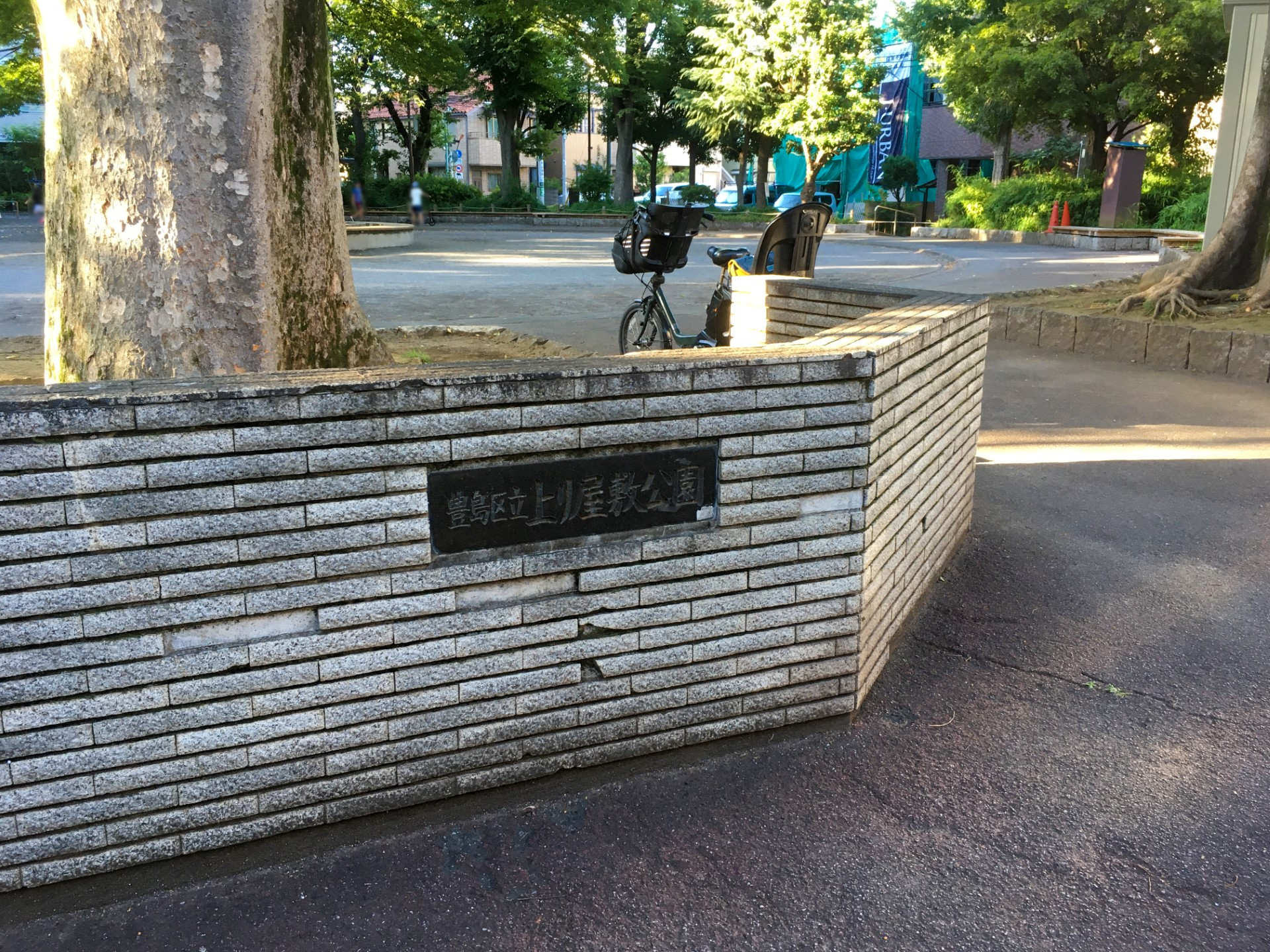
上り屋敷公園（2021年8月3日）

上り屋敷とは江戸時代の狩猟地における休憩所のことで、この地域の南側（豊島区目白・新宿区下落合）に広がる徳川家の狩猟地（おとめ山公園の項を参照）に来た将軍らのための休憩所がここにあったことが、地名の由来とされている。
現在は「区立上り屋敷公園」や「上り屋敷町会」などにその名をとどめている。
かつて西武池袋線にあった上り屋敷駅は、1953年（昭和28年）に廃駅となった。